# Massacre génocidaire
Le concept de massacre génocidaire, élaboré par Leo Kuper (en), désigne des campagnes qui présentent un caractère génocidaire mais leur ampleur est plus restreinte que les génocides massifs comme celui des Tutsi au Rwanda. D'autres auteurs, comme Robert Melson (en), qui établit la même distinction, considèrent qu'un massacre génocidaire est un « génocide partiel ».

## Débats sur le terme
Dans son ouvrage Blood and Soil, Ben Kiernan déclare que les puissances impériales ont souvent commis des massacres génocidaires pour contrôler des minorités agitées dans leur empire. Il cite en exemple les actes de deux légions romaines, envoyées en Égypte en l'an 68 pour mater les Juifs qui se soulevaient à Alexandrie par solidarité avec ceux qui participaient à la première guerre judéo-romaine. Le gouverneur romain Tiberius Julius Alexander ordonne à deux légions de massacrer les habitants des quartiers juifs ; ce commandement se traduit en massacre de l'intégralité des personnes visées, quel que soit l'âge et le sexe. Après l'exécution de 50 000 personnes, Tiberius Julius Alexander cède aux supplications des survivants et ordonne l'arrêt des tueries. Kiernan cite d'autres exemples : le 27 février 2002, une dispute s'élève dans un train de pèlerins hindous avec les vendeurs et conduit à un incendie accidentel où périssent 59 personnes. Le lendemain et les jours suivants, les violences au Gujarat en 2002 entraînent le décès d'hindous et de musulmans.
Kiernan pense que certains massacres génocidaires sont menés contre des groupes qui n'entrent pas dans les critères de la Convention pour la prévention et la répression du crime de génocide, comme l'appartenance à un parti politique ou une classe sociale, néanmoins ces cas sont prévus dans les législations locales et dans les traités internationaux qui répriment les crimes contre l'humanité. Toutefois, Kiernan admet que les massacres contre des groupes qui ne sont pas cités dans la Convention de 1948 et dont les criminels n'ont pas délibérément voulu un génocide constituent une zone grise.
William Schabas estime que les massacres génocidaires constituent des crimes selon les lois internationales en tant que crimes contre l'humanité et, en temps de guerre, selon les lois de la guerre. Il signale néanmoins que les poursuites pour des actes individuels ne sont pas prévues par le Statut de Rome (fondement de la Cour internationale de justice) parce que les crimes contre l'humanité doivent être « généralisés ou systématiques » et les crimes de guerre doivent dépasser l'échelle individuelle, « en particulier lorsque ces crimes s'inscrivent dans le cadre d'un plan ou d'une politique ou lorsqu'ils font partie d'une série de crimes analogues commis sur une grande échelle ».
Irving Louis Horowitz (en) se montre critique envers l'analyse de Kuper. Il relève des cas où Kuper emploie le terme « massacre génocidaire » pour qualifier des violences inter-communautaires lors de la partition des Indes et pendant le conflit nord-irlandais. Hirsh considère que « qualifier ces évènements de génocidaires, dans un contexte de concurrence religieuse accompagnée de conflit, risque de diluer le concept de génocide et de l'appliquer à n'importe quel conflit entre des groupes nationaux, religieux ou ethniques ».

## Définitions
| Date | Auteur        | Définition |
| ---- | ------------- | --- |
| 1982 | Leo Kuper     | les massacres génocidaires se concrétisent de façon caractéristique dans l'élimination d'une part du groupe — hommes, femmes et enfants — par exemple quand des villages entiers sont rayés de la carte,                 |
| 1994 | Israel Charny | Des tueries de masse… qui correspondent à la définition habituelle du génocide, mais qui sont exécutées à une échelle moindre, au sens où un nombre moindre de personnes sont victimes d'assassinat                      |
| 2007 | Ben Kiernan   | Cette septième catégorie, non prévue dans la convention de 1948, englobe les épisodes courts et limités de tueries contre une communauté locale ou régionale ciblée en raison de son appartenance à un groupe plus vaste |